# Laufenburg (Baden)
Laufenburg (pronunciación en alemán: /ˈlaʊ̯fn̩ˌbʊʁk/ⓘ) es una ciudad de Alemania perteneciente al distrito de Waldshut, en el sur del estado federado de Baden-Wurtemberg, y fronteriza con Suiza. 

## Hacienda romana (museo al aire libre)
En los años 1936/37 y 1970/71 el edificio residencial de una hacienda romana fue excavado y examinado, cuyos restos pueden verse en un museo al aire libre. Se pudo comprobar que la hacienda ya existía en la primera mitad del siglo I d. C., algo insólito en el suroeste de Alemania, y también que siguió existiendo durante mucho tiempo hasta mediados del siglo IV, lo que significa que fue cultivada durante más de 300 años. Las investigaciones arqueológicas revelaron que la casa señorial, partiendo de una pequeña casa original, fue ampliada en varias etapas a un edificio de planta rectangular con patio interior.

## Ubicación y etimología
Laufenburg está ubicado en el lugar donde el cauce del Alto Rin es más estrecho en su tramo entre el lago de Constanza y Basilea y donde debe pasar a la fuerza por las estribaciones de la Selva Negra. En este estrecho del río se formaron rápidos llamados Laufen que se puede traducir como correderas, de donde viene el topónimo Laufenburg que significa tanto como urbanización junto a las correderas. Estos rápidos tan característicos desaparecieron cuando se hizo volar la roca y se embalsó el río para construir la central hidráulica en 1908.

## Historia
Probablemente ya existía un asentamiento antes de la fundación de la ciudad. Laufenburg aparece por vez primera en un documento escrito del año 1207, donde se mencionaron dos castillos y un asentamiento. Con este documento la abadesa del monasterio de Säckingen, que poseía en aquel entonces el terreno donde Laufenburg está ubicado, quiso impedir la fundación de una ciudad que había intentado su bailío, el conde Rudolfo II de Habsburgo. Sin embargo, parece que, a pesar del rechazo de este intento por el monasterio de Säckingen, ya a mediados del siglo XIII el asentamiento fue elevado al rango de una comunidad urbana. En un documento escrito de los condes del año 1248, la fortificación de la ciudad fue mencionada por vez primera y la primera mención escrita del título de ciudad data del año cuando este título fue renovado por los condes de Habsburgo-Laufenburg.

## División
En la Austria Anterior, Laufenburg era una sola ciudad unificada y una de las cuatro Waldstädte. La historia de la ciudad de Laufenburg en la orilla derecha del Rin como ciudad independiente comenzó de hecho cuando el Tratado de Lunéville fue firmado el 9 de febrero de 1801, por el  que se dividió la ciudad en dos. Su primer nombre fue Kleinlaufenburg (Pequeño Laufenburg) y desde 1930 se llama Laufenburg (Baden). La división en Kleinlaufenburg y Großlaufenburg (Gran Laufenburg) fue sellada definitivamente por el Tratado Estatal entre el Gran Ducado de Baden y el Cantón de Argovia, firmado el 17 de septiembre de 1808. Con la división política empezó una época de crisis económica para Großlaufenburg, porque la mayoría de las empresas comerciales, así como la mayor parte del bosque de la ciudad, se encontraban en Kleinlaufenburg. Además, el Rin perdió más y más su importancia como vía de circulación y Kleinlaufenburg fue conectado a la red ferroviaria badense ya en 1856, mientras que en Großlaufenburg el ferrocarril fue inaugurado en 1892.

## Ayuntamiento
El ayuntamiento se halla en una puerta de las murallas de la ciudad. En su lugar se encontraba originalmente la llamada "Puerta de la Selva" (en alemán: Waldtor,) que hasta 1810 fue un edificio fortificado con torre, pero que fue remodelado en un edificio neoclacisista para dar cabida al ayuntamiento y la escuela de Kleinlaufenburg después de la división de la ciudad.

## Iglesia del Espíritu Santo
La iglesia del Espíritu Santo (en alemánː Heilig-Geist Kirche) en Laufenburg del Rin fue mencionada por vez primera en un documento escrito del año 1314. Fue remodelada en 1377, demolida en 1883 y reconstruida en 1884 como edificio neo-gótico de arenisca roja con torre alta.

## Iglesia protestante
La región pertenecía durante muchos siglos al reino de los Habsburgo y por tanto fue exclusivamente católica. Después de la creación del Gran Ducado de Baden en 1806, los primeros funcionarios protestantes vinieron al Alto Rin. La historia de la parroquia protestante de Kleinlaufenburg comenzó con el culto de Pentecostés en 1868, que fue celebrado en el salón de actos del ayuntamiento al cual asistieron 90 creyentes. Después se celebraron regularmente cultos protestantes y los feligreses deseaban tener su propia iglesia, que pudo ser construida gracias a donaciones e inaugurada el 21 de agosto de 1887. El 5 de abril de 1970, un fuego sin llamas devastó gran parte de la iglesia. Fue restaurada e inaugurada nuevamente el 16 de abril de 1972, recibiendo el nombre de Iglesia de la Reconciliación (en alemán: Versöhnungskirche). Los nuevos vitrales de la iglesia son obra del pintor Johannes Schreiter.

## Puntos de interés
- Puente de Laufen